# Mistrovství Evropy v krasobruslení 2006
Mistrovství Evropy v krasobruslení 2006  hostil Palais des Sports ve francouzském Lyonu mezi 17. až 22. lednem 2006.

## Výsledky

### Muži
- SP – krátký program
- FS – Volné jízdy

| *            | Sportovec            | stát                | Body celkem | SP | FS |
| ------------ | -------------------- | ------------------- | ----------- | -- | -- |
| 1            | Jevgenij Pljuščenko  | Rusko               | 245.33      | 1  | 1  |
| 2            | Stéphane Lambiel     | Švýcarsko           | 228.87      | 3  | 2  |
| 3            | Brian Joubert        | Francie             | 222.95      | 2  | 3  |
| 4            | Frederic Dambier     | Francie             | 200.16      | 4  | 5  |
| 5            | Ilja Klimkin         | Rusko               | 197.42      | 8  | 4  |
| 6            | Alban Preaubert      | Francie             | 190.18      | 5  | 8  |
| 7            | Kevin Van Der Perren | Belgie              | 182.32      | 11 | 7  |
| 8            | Silvio Smalun        | Německo             | 181.73      | 9  | 9  |
| 9            | Gheorghe Chiper      | Rumunsko            | 181.51      | 6  | 11 |
| 10           | Tomáš Verner         | Česko               | 178.26      | 7  | 14 |
| 11           | Ivan Dinev           | Bulharsko           | 177.18      | 16 | 6  |
| 12           | Stefan Lindemann     | Německo             | 176.70      | 10 | 10 |
| 13           | Sergej Davydov       | Bělorusko           | 170.51      | 15 | 13 |
| 14           | Kristoffer Berntsson | Švédsko             | 167.37      | 13 | 16 |
| 15           | Sergej Dobrin        | Rusko               | 165.63      | 14 | 17 |
| 16           | Anton Kovalevski     | Ukrajina            | 164.49      | 22 | 12 |
| 17           | Gregor Urbas         | Slovinsko           | 162.95      | 18 | 15 |
| 18           | Viktor Pfeifer       | Rakousko            | 159.27      | 12 | 19 |
| 19           | Karel Zelenka        | Itálie              | 158.96      | 19 | 18 |
| 20           | Adrian Schultheiss   | Švédsko             | 149.10      | 17 | 22 |
| 21           | Jamal Othman         | Švýcarsko           | 148.85      | 23 | 20 |
| 22           | Roman Serov          | Izrael              | 148.10      | 21 | 21 |
| 23           | Ari-Pekka Nurmenkari | Finsko              | 137.11      | 20 | 23 |
| 24           | Aidas Reklys         | Litva               | 128.51      | 24 | 24 |
| Nepostoupili |                      |                     |             |    |    |
| 25           | John Hamer           | Velká Británie      | 45.99       | 25 |    |
| 26           | Zoltan Toth          | Maďarsko            | 44.93       | 26 |    |
| 27           | Michael Chrolenko    | Norsko              | 44.22       | 27 |    |
| 28           | Przemyslaw Domanski  | Polsko              | 42.55       | 28 |    |
| 29           | Trifun Zivanovic     | Srbsko a Černá Hora | 42.38       | 29 |    |
| 30           | Igor Matsipura       | Slovensko           | 42.00       | 30 |    |
| 31           | Zeus Issariotis      | Řecko               | 38.53       | 31 |    |
| 32           | Alper Ucar           | Turecko             | 36.38       | 32 |    |
| 33           | Boris Martinec       | Chorvatsko          | 35.05       | 33 |    |
| 34           | Adrian Matei         | Rumunsko            | 34.79       | 34 |    |
| 35           | Yediel Canton        | Španělsko           | 34.52       | 35 |    |

### Ženy
| *            | Sportovec               | Stát                | Body celkem | SP | FS |
| ------------ | ----------------------- | ------------------- | ----------- | -- | -- |
| 1            | Irina Slucká            | Rusko               | 193.24      | 1  | 1  |
| 2            | Jelena Sokolovová       | Rusko               | 177.81      | 2  | 2  |
| 3            | Carolina Kostnerová     | Itálie              | 172.45      | 5  | 3  |
| 4            | Sarah Meierová          | Švýcarsko           | 167.16      | 3  | 4  |
| 5            | Elene Gedevanišvili     | Gruzie              | 153.27      | 4  | 6  |
| 6            | Kiira Korpiová          | Finsko              | 146.37      | 11 | 5  |
| 7            | Susanna Pöykiö          | Finsko              | 144.75      | 7  | 8  |
| 8            | Alisa Drei              | Finsko              | 141.55      | 9  | 7  |
| 9            | Viktoria Volčkovová     | Rusko               | 131.88      | 6  | 15 |
| 10           | Annette Dytrt           | Německo             | 131.11      | 12 | 9  |
| 11           | Idora Hegel             | Chorvatsko          | 127.15      | 10 | 11 |
| 12           | Viktoria Pavuk          | Maďarsko            | 126.88      | 8  | 12 |
| 13           | Tugba Karademir         | Turecko             | 124.72      | 17 | 10 |
| 14           | Julia Sebestyen         | Maďarsko            | 121.90      | 13 | 13 |
| 15           | Elena Glebova           | Estonsko            | 116.59      | 14 | 16 |
| 16           | Sonia Radeva            | Bulharsko           | 114.24      | 21 | 14 |
| 17           | Nadege Bobillier        | Francie             | 112.88      | 15 | 19 |
| 18           | Andrea Kreuzer          | Rakousko            | 111.95      | 20 | 17 |
| 19           | Valentina Marchei       | Itálie              | 111.66      | 19 | 18 |
| 20           | Teodora Postic          | Slovinsko           | 111.15      | 18 | 20 |
| 21           | Martine Zuiderwijk      | Nizozemsko          | 104.77      | 16 | 21 |
| 22           | Ekaterina Proyda        | Ukrajina            | 96.47       | 24 | 22 |
| 23           | Jacqueline Belenyesiova | Slovensko           | 94.93       | 23 | 23 |
| 24           | Lina Johansson          | Švédsko             | 90.61       | 22 | 24 |
| Nepostoupili |                         |                     |             |    |    |
| 25           | Fleur Maxwell           | Lucembursko         | 37.10       | 25 |    |
| 26           | Ivana Hudziecova        | Česko               | 33.62       | 26 |    |
| 27           | Cindy Carquillat        | Švýcarsko           | 31.10       | 27 |    |
| 28           | Zeljka Krizmanic        | Chorvatsko          | 29.82       | 28 |    |
| 29           | Olga Zadvornova         | Lotyšsko            | 29.62       | 29 |    |
| 30           | Kirsten Verbist         | Belgie              | 29.16       | 30 |    |
| 31           | Ksenia Jastsenjski      | Srbsko a Černá Hora | 23.00       | 31 |    |
| 32           | Ruta Gajauskaite        | Litva               | 22.69       | 32 |    |
| WD           | Roxana Luca             | Rumunsko            |             |    |    |

### Sportovní dvojice
| *  | Sportovec                             | Stát           | Body celkem | SP | FS |
| -- | ------------------------------------- | -------------- | ----------- | -- | -- |
| 1  | Taťjana Toťmjaninová / Maxim Marinin  | Rusko          | 195.87      | 1  | 1  |
| 2  | Aljona Savčenková / Robin Szolkowy    | Německo        | 188.08      | 3  | 2  |
| 3  | Maria Petrovová / Alexej Tichonov     | Rusko          | 187.04      | 2  | 3  |
| 4  | Julija Obertasová / Sergej Slavnov    | Rusko          | 173.90      | 4  | 4  |
| 5  | Dorota Zagorska / Mariusz Siudek      | Polsko         | 153.67      | 5  | 5  |
| 6  | Marylin Plaová / Yannick Bonheur      | Francie        | 138.20      | 7  | 6  |
| 7  | Eva-Maria Fitzeová / Rico Rex         | Německo        | 134.44      | 8  | 7  |
| 8  | Rebecca Handkeové / Daniel Wende      | Německo        | 130.70      | 6  | 8  |
| 9  | Rumiana Spassovová / Stanimir Todorov | Bulharsko      | 116.40      | 9  | 9  |
| 10 | Julia Beloglazovová / Andrej Bech     | Ukrajina       | 108.95      | 11 | 10 |
| 11 | Stacey Kempová / David King           | Velká Británie | 106.80      | 13 | 11 |
| 12 | Diana Renniková / Aleksei Saks        | Estonsko       | 103.06      | 14 | 12 |
| 13 | Alina Dichtiarová / Filip Zalevski    | Ukrajina       | 101.02      | 12 | 13 |
| WD | Olga Prokuronovová / Karel Stefl      | Česko          | 37.51       | 10 |    |

### Taneční páry
| *  | Sportovec                                  | Stát           | Body celkem | CD | OD | FD |
| -- | ------------------------------------------ | -------------- | ----------- | -- | -- | -- |
| 1  | Taťjana Navková / Roman Kostomarov         | Rusko          | 202.32      | 3  | 1  | 1  |
| 2  | Jelena Grušinová / Ruslan Gončarov         | Ukrajina       | 196.73      | 1  | 3  | 4  |
| 3  | Margarita Drobiazková / Povilas Vanagas    | Litva          | 196.18      | 2  | 5  | 2  |
| 4  | Isabelle Delobelová / Olivier Schoenfelder | Francie        | 194.49      | 4  | 2  | 3  |
| 5  | Galit Chaitová / Sergej Sachnovski         | Izrael         | 188.91      | 5  | 4  | 5  |
| 6  | Oxana Domninová / Maxim Šabalin            | Rusko          | 175.72      | 7  | 6  | 6  |
| 7  | Federica Faiellaová / Massimo Scali        | Itálie         | 167.86      | 6  | 7  | 10 |
| 8  | Sinead Kerrová / John Kerr                 | Velká Británie | 167.19      | 8  | 9  | 7  |
| 9  | Kristin Fraserová / Igor Lukanin           | Ázerbájdžán    | 165.62      | 9  | 8  | 9  |
| 10 | Jana Chochlovová / Sergej Novickij         | Rusko          | 162.65      | 10 | 10 | 8  |
| 11 | Nathalie Pechalatová / Fabian Bourzat      | Francie        | 156.46      | 11 | 11 | 11 |
| 12 | Nora Hoffmannová / Attila Elek             | Maďarsko       | 152.25      | 13 | 12 | 12 |
| 13 | Christina Beierová / William Beier         | Německo        | 151.04      | 12 | 13 | 13 |
| 14 | Anastasia Grebenkinová / Vazgen Azrojan    | Arménie        | 144.52      | 14 | 14 | 14 |
| 15 | Alexandra Zarecková / Roman Zarecki        | Izrael         | 138.47      | 17 | 15 | 15 |
| 16 | Alexandra Kaucová / Michal Zych            | Polsko         | 135.91      | 16 | 17 | 16 |
| 17 | Julia Golovinová / Oleg Vojko              | Ukrajina       | 135.87      | 15 | 16 | 17 |
| 18 | Alessia Aureliová / Andrea Vaturi          | Itálie         | 128.07      | 19 | 18 | 18 |
| 19 | Kamila Hájková / David Vincour             | Česko          | 127.77      | 18 | 20 | 19 |
| 20 | Phillipa Towler-Greenová / Phillip Poole   | Velká Británie | 122.92      | 20 | 19 | 21 |
| 21 | Zsuzsanna Nagyová / György Elek            | Maďarsko       | 118.89      | 21 | 21 | 20 |
| 22 | Leonie Krailová / Oscar Peter              | Švýcarsko      | 109.94      | 22 | 22 | 22 |